# Собрание парковой скульптуры Царского Села
Собрание парковой скульптуры Царского Села — самая большая в России коллекция мраморной парковой скульптуры работы венецианских мастеров первой четверти XVIII в. — 30 скульптур и 11 пьедесталов. Собрание состоит из оригинальных произведений, по большей части располагающихся в саду Царского Села. По количеству представленной садовой скульптуры уступает только Летнему саду.
Сохранилась лишь часть статуй Старого (Екатерининского) сада XVIII—XIX века. Кроме мраморных, в саду располагалось несколько свинцовых позолоченных скульптур.

## История собрания

### XVIII век. Формирование
Появлению венецианской скульптуры в России способствовал интерес Петра I, начавшего собирать её для Летнего сада. Желая затмить французского короля с его садом в Версале, Петр начал собирать скульптуру для северной столицы в 1707—1708 годах, возможности для систематического приобретения открылись в 1715—1716 годах, с окончанием масштабных боевых действий Северной войны.
Садово-парковая культура получила широкое распространение в средней Италии в XVI—XVII веках. Сад при городском доме или загородной вилле демонстрировал достаток, эстетические предпочтения и интересы хозяина в области наук, его образование и кругозор. При таком подходе сад должен был поражать посетителей интересной и неожиданной планировкой; естественными и искусственными водными источниками (иногда представляющими собой целые аттракционы), гармонично вписанными в окружающую среду украшениями. В эпоху барокко ценилось превыше всего богатство и разнообразие садовых затей, расположенных на сравнительно небольших территориях. Сад раздвигал границы, становился «зелёной гостиной», бальным залом, местом празднеств, становясь, таким образом, продолжением парадных комнат дворца уже под открытым небом. В планировке этой среды главенствующим принципом стала игра на контрасте, быстрая смена впечатлений при переходе из одного уголка сада в другой, акцентировка противоположностей, и здесь главную роль играл синтез искусств и раскрытие новых качеств, казалось бы давно известных и изученных материалов. Одним из главных украшений садов барокко стала садово-парковая скульптура, активно используемая в ту эпоху и опередившая по своей популярности декоративные элементы из растительного материала. В отличие от интерьерной, садовая скульптура активно взаимодействует с постоянно меняющейся природной средой, становясь, таким образом для наблюдателя источником разнообразных впечатлений. Скульптура организует пространство сада, подчеркивая его архитектурную упорядоченность, выстраивает перспективы или, наоборот, разделяет сад на отдельные зоны.
Со второй половины XVII века венецианская скульптура переживала яркий, но краткий подъём. Венецианская школа славилась своими мастерами, работавшими в русле барочной традиции, сформированной Бернини и Алессандро Альгарди. В Венеции приверженцем этого стиля был фламандец Джусто Ле Курт, работавший в «новой римской манере».
Вслед за Петром интерес к венецианской скульптуре проявили А. Д. Меншиков и Ф. М. Апраксин, для них, так же как и для Петра скульптуру в Венеции заказывал Савва Владиславич-Рагузинский. Садовая скульптура (свинцовая и мраморная) из владений Меншикова и Апраксина, перешедших соответственно к А. И. Остерману и Р. Г. Левенвольде, в 1743 году, по распоряжению императрицы Елизаветы Петровны, должна была быть отправлена в Царское Село.
Императрица вряд ли оценивала собрание скульптуры с точки зрения воспитательных и образовательных целей, однако ей было важно выразить идеи преемственности воинской славы и торжества гражданских добродетелей — всего, с чем связывалось правление её отца. Кроме того, скульптура была удобным средством организовать пространство в парке наподобие зелёных залов, гостиных и салонов, подходящих для торжеств под открытым небом — пышных приёмов, маскарадов, балов.
В сентябре 1743 года скульптура в количестве сорока семи единиц (бюсты и статуи в рост, с пьедесталами и без них) была доставлена в сад Царского Села. Первоначально скульптура была установлена в саду без фундаментов, от чего происходила просадка грунта и из-за неравномерного его оседания статуи могли упасть. Их сняли с пьедесталов, фундаменты для них были изготовлены лишь в августе 1744 года. По данным 2 августа 1745 года на складе Царского Села хранилось 78 единиц скульптурной пластики различного вида.
Сведений о том, как изначально были размещены статуи в саду, не сохранилось. Первые данные об этом относятся к 1854 году. Скульптура была частично перемещена в 1860 году при перестройке парадного крыльца дворца, и до Великой Отечественной войны месторасположение статуй в целом не менялось.
Некоторые из статуй — подписные, указаны имена Пьетро Баратта («Галатея», изначально предназначена для украшения фонтана), Джованни Зорзони («Сивилла Персидская»), Антонио Тарсиа («Воинская доблесть» — молодая женщина, опирающаяся на щит, в панцире и шлеме с султаном со страусиными перьями, вероятно, аллегория борьбы со Швецией, «Геркулес»), Джованни Бонацца (месяцы года).

### XX век
В августе-сентябре 1941 года статуи были зарыты, большей частью рядом со своими пьедесталами. Это помогло сохранить их во время военных действий. Лишь статуя Давида, повреждённая в 1939 году и перенесённая в хранилище, не была укрыта в земле. К торжественному открытию парка 17 июня 1945 года скульптура была снова расставлена по пьедесталам, как до войны, кроме некоторых экземпляров. Статуи, которые ранее стояли у теперь разрушенного подъезда дворца, были перенесены в парк. «Мудрость, попирающая порок» и «Слава» теперь находились на партерах в Нижнем саду рядом северным фасадом Грота. «Сивилла Ливийская», ранее находившаяся у садового подъезда, вместо «Аполлона» Баратты, который был сломан и находился в хранилище, составила пару «Амфитрите» за Рыбным каналом. «Иола», не имевшая парной статуи, была перемещена в хранилище. Эта послевоенная расстановка была сделана без опоры на сюжетное значение и эстетические качества скульптуры.
В 1958 году «Галатея» временно была перенесена на пруд перед Верхней ванной. К концу 1959 года в Екатерининском парке было 16 венецианских статуй, 8 бюстов и 13 пьедесталов из белого мрамора. Три статуи, два бюста и пять пьедесталов оставались в хранилище.
В конце 1959 год началась работа по реставрации фасадов Екатерининского дворца. Одновременно с этим было решено отреставрировать скульптуру, которая должна быть установлена у двух подъездов — садового и парадного подъездов. В Эрмитажной роще осталась только статуя «Мир». В 1960 году статую «Любовь к Родине», находившуюся на аллее Лицеистов, также отправили на реставрацию. В 1961 году был создан проект восстановления Старого сада. Согласно ему на центральной площадке разбитую гранитную вазу с химерами заменяла мраморная ваза, на боковых площадках должны были размещаться «Великолепие» и «Мир». Перед Рыбным каналом — бюсты «Вакх» и «Церера». «Галатея» и «Амфитрита» должны были занять места на партерах перед Гротом. К подъездам перемещались десять скульптур, остальные статуи возвращались туда, где находились до реставрации. В 1961 году «Амфитрите» определили временное место в Эрмитажной роще, там, где ранее была статуя «Великолепие». Тогда же начались работы по восстановлению верхних уступов Верхнего сада, отсюда убрали бюсты «Беллум» и «Юпитер» — в то время они носили названия «Беллона» и «Осень». В 1964 году, в связи с реконструкцией третьего уступа сада убрали статуи «Геркулес» и «Воинская доблесть». Свои первоначальные места — у садового подъезда — в 1964 году заняли «Слава», «Мудрость, попирающая порок», «Иола» и «Сивилла Ливийская». Впоследствии «Слава» была повреждена, и в 1969 году её сменила «Любовь к Родине». Парадный подъезд оставался без скульптурного убранства, так как начались восстановительные работы на большом плацу.
В связи с подготовкой к работам по реконструкции Нижнего сада, статуи «Персей», «Андромеда», «Пор», «Примавера» и четыре бюста, стоявшие у Грота, были отправлены в хранилище. В 1974 году завершилась реставрация Верхнего сада. На первом уступе появились партеры, где были размещены «Мир» и «Великолепие». «Персей», «Андромеда», «Амфитрита», «Галатея», «Геркулес» и «Воинская доблесть» и два бюста — «Пор» и «Примавера» получили новое место — вдоль центральной аллеи. Только для «Геркулеса» и «Воинской доблести» это было первоначальное, историческое место. Временно вдоль стен-шпалер у партеров с узорами были установлены бюсты «Юпитер», «Беллум», «Церера» и «Весна», последний бюст был привезён из Летнего сада. Впоследствии на Эрмитажную аллею, на второй уступ сада, к «Пору» и «Примавере» были перенесены «Юпитер» и «Беллум». В 1992 году сюда поставили бюсты «Церера» и «Борей», статую «Юпитер» заменили «Вакхом». Мраморная копия «Примаверы» сменила её оригинал, который находится в хранилище. У «зелёной стены», на площадке перед Гротом поставлены бюсты аллегорий месяцев (четыре). Эти оригинальные бюсты в 1986 году перенесли в Грот и Екатерининский дворец, заменив копиями.